# قزاق‌بیلی
قزاق‌بیلی (به ترکی آذربایجانی: Qazaxbəyli) یک منطقهٔ مسکونی در جمهوری آذربایجان است که در شهرستان قزاق واقع شده‌است. قزاق‌بیلی ۱٬۱۵۸ نفر جمعیت دارد.